# Fotbalový záložník
Záložník (také nazývaný středopolař nebo cizím slovem halv, nebo midfielder) je fotbalista hrající převážně uprostřed hřiště a plnící útočné i obranné povinnosti. Může být ovšem zaměřený pouze na jednu z těchto činností. Ve fotbalovém týmu hraje podle rozestavení 3 až 6 záložníků, nejčastěji však 4 či 5. Záložník v sobě skrývá mnoho variací, buď dle pozice, role či náplně své hry. Záložníky lze rozdělit na několik hlavních skupin, které je možné následně dále dělit.

## Historie
V době, kdy fotbalová hra dostávala více organizované prvky, se ustavil pojem záložníka jako hráče, který ve střední zóně vypomáhal obraně a míče přesně distribuoval spoluhráčům v útoku. Takovíto hráči nebyli v týmu více než tři (záleželo na rozestavení). Postupem času se hlouběji do pole zatahovali další hráči, jako spojky (původně součást útočné pětice). Například tzv. systém WM (50. léta). V 60. letech se zase v rozestavení 4-2-4 pohybovali uprostřed dva záložníci, kteří určovali ráz celé hry, a od této doby se na střed pole začal klást větší důraz.

## Střední záložníci

### Defenzivní záložník
Tímto termínem označujeme záložníka hluboce zataženého, jehož hlavní úkoly jsou obranného charakteru. Obrannému neboli defenzivnímu záložníkovi (anglicky „defensive midfielder“, zkratka DM) se také někdy říká štít. Plní úlohu bořícího hráče, narušuje rozehrávku soupeře a měl by umět rychle rozehrát a vystřelit z dálky. V týmu jsou obvykle jeden až dva obranní záložníci. Do utkání však zasahují jak defenzivní záložníci, kteří drží klíčový prostor před vlastní obrannou řadou (štítový záložník) a příliš se nevzdalují ze své pozice, tak agresivní hráče, jenž nahánějí hráče s míčem hluboko na soupeřově polovině. Defenzivní záložník však nemusí rezignovat na podporu útoku. Někteří takoví hráči, například Ital Andrea Pirlo, z hloubi pole dlouhými přihrávkami organizovali hru celého svého týmu. Jiní defenzivní záložníci i přes svou velkou fyzickou sílu znamenají přímé nebezpečí v obranné třetině soupeře.

### Ofenzivní záložník
Útočné neboli ofenzivní záložníky (anglicky „attacking midfielder“, zkratka AM) je možno rozdělit na křídla (anglicky „winger“, zkratky LW – „left winger“, RW – „right winger“ nebo LM – „left midfielder“, RM – „right midfielder“) a střední záložníky (anglicky „central midfielder“, zkratka CM). Všichni ovšem musí zvládat tvořit hru, centrovat a střílet ze střední vzdálenosti. Ve fotbalovém týmu jsou 2–4 dle rozestavení.

## Krajní záložníci
Vznikli zatažením původních křídelních útočníků, které bylo způsobeno taktickým důrazem na mezihru uprostřed hřiště. Jejich role se i tak velmi liší a lze je dále dělit. I zde je velká variabilita. Od záložníka suplujícího úlohu krajních beků s ofenzivními úkoly až po útočně laděného záložníka, který je k nerozeznání od křídelního útočníka.